# ناوچه توپدار

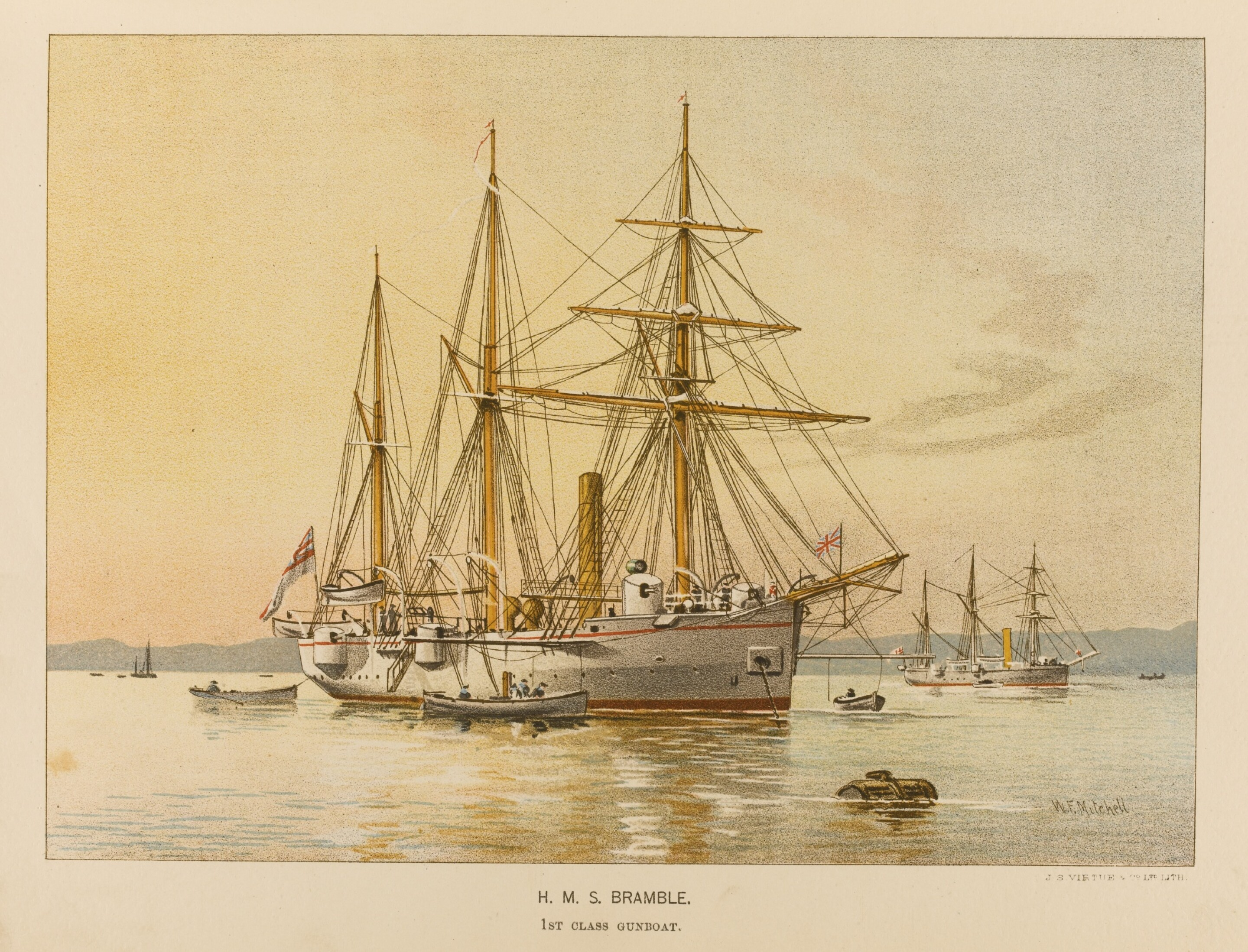
یک ناوچه توپدار کلاس برامبل که در سال ۱۸۸۶ برای نیروی دریایی پادشاهی بریتانیا ساخته شد.

ناوچه توپدار یک شناور نیروهای دریایی بود که برخلاف کشتی‏های نظامی که برای جنگ دریایی یا حمل نیرو یا تدارکات طراحی شده‌‏ بودند مشخصا برای حمل یک توپ یا بیشتر جهت بمباران اهداف ساحلی به کار برده می‌‎شد.